# Kleinrohleder

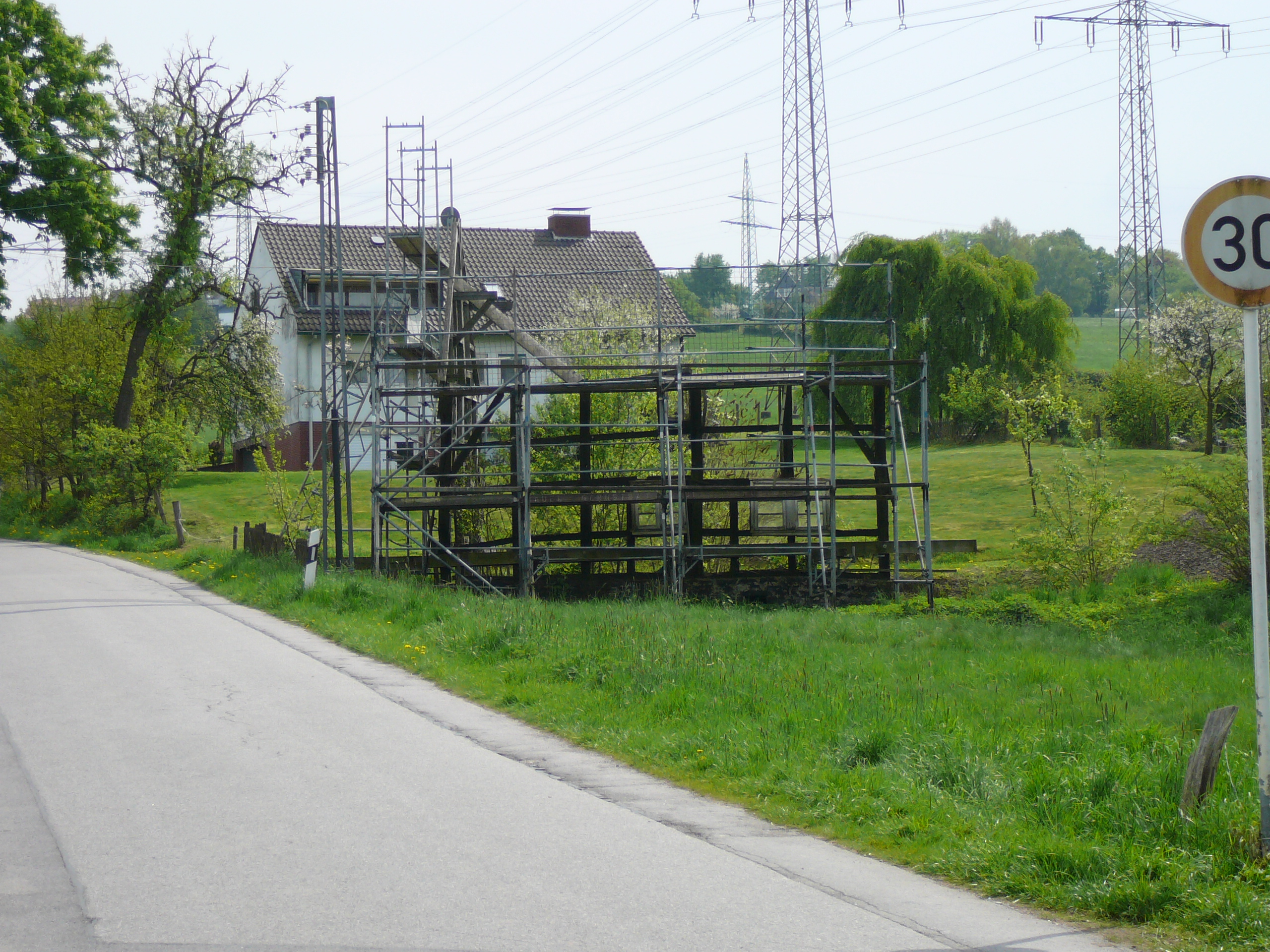
Das abgebrochene Haus Kleinrohleder (2009)

Kleinrohleder (Hausanschrift: Untenrohleder 2) war ein ehemals, bis 2004, denkmalgeschütztes Wohngebäude im Wuppertaler Wohnquartier Siebeneick.

## Geschichte
Das 1686 in Fachwerkbauweise errichtete zweigeschossige Bauwerk gehörte zur Hofschaft Untenrohleder, die ein Teil der Bauerschaft Oberste Siebeneick war. Gegenüber dem Hof Rohleder gelegen (Hausanschrift: Untenrohleder 1), hatte das Haus einen quadratischen Grundriss von rund zehn mal zehn Metern. Über der Eingangstüre auf der Giebelseite befand sich eine Inschrift, die das Erbauungsdatum bezeugte:

„Christlich leben selig sterben
ist das beste das wir erben
Peter Rohleder Elisabeth Ehelevt
Anno 1686 den 11 Avcvstvs“

Kleinrohleder galt in den 1990ern, neben seinem Nachbarhaus Untenrohleder 3 (Klein Frickenhaus), als eines der ältesten damaligen noch erhaltenen Häuser im Wuppertaler Raum. Daher wurde es am 19. November 1994 aufgrund des selten nachgewiesenen regionalen Haustyps denkmalgeschützt.
Aufgrund seiner geringen Außenmaße stellte die Untere Denkmalbehörde der Stadt Wuppertal dem Eigentümer die Erlaubnis in Aussicht einen Anbau errichten zu lassen, um den Wohnwert zu erhöhen und damit die Wirtschaftlichkeit des Baus zu verbessern. Dabei sollte das Haus gleichzeitig saniert werden. Der Antrag zu der Erweiterung lag der Oberen Bauaufsichtsbehörde der Bezirksregierung zur Genehmigung vor.
Ohne eine vorhergehende detaillierte Absprache mit den zuständigen Behörden und den positiven Bescheid der Oberen Bauaufsichtsbehörde in Düsseldorf begannen im Oktober 2004 der Eigentümer und sein Architekt ihre Baumaßnahmen, zuvor hatten sie lediglich die Erlaubnis erhalten, Maßnahmen zur Sicherung und Stabilisierung des vom Verfall bedrohten Baus zu ergreifen. In der Zwischenzeit erteilte die Behörde die Erlaubnis zur Sanierung gemäß der eingereichten Baubeschreibung, nach der der Erhalt des Gebäudes in der aktuellen, ursprünglichen Form das Ziel der Sanierung war.
Eigentümer und Architekt trugen das Gefache ab und ließen nur Teile des historischen Balkenskeletts stehen. Nachdem die Handwerker die Sparren vom Dach geholt haben, ist eine der Außenwände zusammengebrochen. Das Fachwerkholz ist eingelagert und könnte je nach Erhaltungszustand wieder verwendet werden. Gestützt durch ein Stahlrohrgerüst sind an der Giebelfront ein paar Gefache und an der rechten Seite drei alte Fenster erhalten geblieben. Nach Kenntnisnahme des Zustands des Baus wurde am 2. November 2004 das Haus von Amts wegen aus der Denkmalliste der Stadt Wuppertal ausgetragen, da nun die Eintragungsvoraussetzungen nicht mehr gegeben waren. Sie urteilt, dass die durchgeführten Maßnahmen nun zum nahezu vollständigen Verlust der historischen Bausubstanz führten.
Der Eigentümer bekräftigte gegenüber der örtlichen Presse, dass er gewillt ist, den Zustand des Baus wiederherzustellen, was laut seinem Architekten, der die Sachlage auf einer Sitzung der Bezirksvertretung darstellte, auch möglich ist. Ein Wiederaufbau käme aber einem Neubau gleich und der Bau eines neuen Hauses an dieser Stelle, in einem Landschaftsschutzgebiet, ist grundsätzlich nicht genehmigungsfähig. Der finale Abriss ist von Amts wegen ebenfalls nicht gestattet (da der Rest immer noch historischen Wert hat), seitdem ist von dem Bauwerk nur noch das Balkenskelett erhalten. Dem Eigentümer wurde wegen der Zerstörung des Kulturdenkmals ein Bußgeld in Höhe von 12.500 Euro auferlegt. In einem Widerspruchsverfahren, vor dem Amtsgericht Wuppertal im Januar 2006, wurde das Bußgeld auf 5000 Euro abgesenkt. Der Architekt hatte kurz zuvor seinen eigenen Bußgeldbescheid anerkannt.
Das Balkenskelett des Hauses wurde im Sommer 2010 abgebrochen. An der Stelle, an der das Haus stand, wurde Rasen eingesät und ein Baum gepflanzt.